# Caloptilia insolita
Caloptilia insolita är en fjärilsart som beskrevs av Paolo Triberti 1989. Caloptilia insolita ingår i släktet Caloptilia och familjen styltmalar.
Artens utbredningsområde är Nigeria. Inga underarter finns listade i Catalogue of Life.